# Rosa di Gorizia
La Rosa di Gorizia è una varietà locale di radicchio (Cichorium intybus della sottospecie sativum) tipica della zona di Gorizia in Friuli-Venezia Giulia.  È riconosciuto tra i Prodotti Agroalimentari Tradizionali Friulani e Giuliani e come presidio Slow Food.

## Descrizione
La Rosa di Gorizia è una varietà di cicoria caratterizzata da un colore rosso intenso o da un rosso con sfumature che portano al rosa a seconda del tipo di selezione effettuata. Le foglie sono larghe e disposte a forma di rosa aperta. Il sapore è solo leggermente amarognolo, a differenza dei radicchi veneti (radicchio di Castelfranco, di Chioggia, di Treviso, di Verona), e al palato risulta croccante. 
La varietà della Rosa di Gorizia dal gusto più delicato è detta “Canarino” ed è ottenuta probabilmente da un incrocio con la cicoria bionda di Trieste. Il Canarino è dotato di un fogliame di colore giallo e un gusto ancora più dolce.

## Storia
La storia della Rosa di Gorizia risale già ai tempi degli Asburgo, ma le prime fonti scritte comparvero nel volume “Gorizia – la Nizza austriaca” del 1873, scritto dal Barone Carl von Czoernig-Czernhausen, vissuto a Gorizia nella seconda metà dell'800. Nel volume, tra la descrizione dei legumi coltivati nella città, viene citata anche una “cicoria rossastra” coltivata nella piana tra Gorizia e Salcano e, in misura minore nelle aree periferiche della città.
La Rosa di Gorizia ha avuto in passato una grande importanza per l’economia della città che era basata prevalentemente sull'agricoltura e che contava molto sulla produzione di questo particolare radicchio.
Gli agricoltori più anziani della zona ricordano di averlo sempre prodotto perché una delle poche e sicure fonti di reddito durante la fredda stagione invernale goriziana.
Una delle ipotesi sull'origine della Rosa nel territorio goriziano riferiscono di un signor Vida, sfuggito a un'epidemia di peste scoppiata in Veneto portando con sé i semi a Gorizia. Vida potrebbe aver trasportato sementi del radicchio rosso, o forse di quello di Chioggia, che una volta seminate nei terreni goriziani avrebbero dato origine della Rosa di Gorizia.
Un'altra ipotesi fa risalire l'origine delle sementi alla contessa di Gorizia, Leukardis, dal 1046 al 1072 badessa del monastero di Castel Badia ove le monache erano pratiche nella coltivazione di fiori e ortaggi, i quali, a causa del clima rigido, avevano necessità di particolari cure. Visti i rapporti strettissimi che ai tempi sussistevano tra quelli che oggi sono i territori della Val Pusteria e del goriziano, si può immaginare che tra i due luoghi ci fossero scambi frequenti di prodotti.

## Diffusione e utilizzo
La Rosa era coltivata in larga parte nella piana tra Gorizia e Salcano (oggi in Slovenia), nel corso degli anni però la coltivazione si è ridotta a causa dell'allargamento dei centri urbani. La sua produzione non è quindi di tipo intensivo e questo garantisce al prodotto un mercato di nicchia, che rende la Rosa un'eccellenza italiana da proteggere. Oggi si trova in vendita a prezzi molto elevati a causa delle elevate necessità di manodopera. La Rosa di Gorizia, ha avuto negli ultimi anni un accrescimento commerciale nell'alta ristorazione. Riconosciuta come il radicchio più costoso, è ricercata da chef di tutto il mondo per bellezza e peculiarità gastronomiche. La sua bellezza e perfezione nella forma, unite alla croccantezza e alla dolcezza della costa, ne fanno l'ingrediente speciale del periodo invernale. Compare nelle cucine di acclamati ristoranti europei e mondiali, degna di abbinamenti come il caviale ed altri preziosi ingredienti. Un esempio della diffusione della Rosa di Gorizia è stato l'evento "Cookitraw" del 2010, tenutosi nel Collio goriziano. Chef come René Redzepi, Yoshihiro Narisawa e Massimo Bottura l'hanno interpretata in varie preparazioni. 

## Produzione
La Rosa viene seminata nel periodo compreso tra marzo e metà giugno, in luna calante, che spesso coincide con la semina dei cereali, in particolare dell'avena, per evitare la crescita delle malerbe infestanti.
I semi vengono mescolati alla sabbia, (quella dell'Isonzo è la preferita), in modo da formare una massa corposa che viene poi distribuita sul terreno. Il terreno ideale è di origine alluvionale ghiaioso e ricco di ferro, soggetto, durante l'estate a lunghi periodi di siccità. Durante l'estate si rompono almeno due volte le zolle effettuando l'erpicatura e si attende l'arrivo dei primi freddi. La raccolta del radicchio, effettuata a mano, cespo per cespo, con tutte le radici, avviene da fine novembre ai primi di dicembre, e inizia dopo i primi geli. Al momento della raccolta, i cespi sono di colore verde.
Dalla raccolta si passa alla forzatura nella quale i cespi vengono custoditi in ambienti chiusi, a una temperatura di circa dieci gradi, riuniti in mazzi di dieci piante ciascuno e adagiati su paglia, erba o sabbia. I cespi vanno bagnati e, a mano a mano che si sviluppano, vanno rimosse le foglie esterne. La forzatura ha termine nei giorni antecedenti il Natale, periodo nel quale il radicchio compare sulla tavola.
Successivamente alla forzatura avviene la selezione delle sementi. Durante la raccolta i contadini lasciano sul terreno alcune piante. La scelta delle piante madri avviene sulla base di esperienze e sensibilità personali in base all'aspetto della singola pianta. Da questa selezione dipende la qualità del prodotto che non risulta perfettamente identico da produttore a produttore, infatti il colore del prodotto finito varia a seconda del tipo di selezione effettuata.
Quando la pianta ha raggiunto un'altezza di circa 70 centimetri, i contadini la spogliano della gran parte delle foglie consentendo una più ampia germogliatura. A giugno spuntano i fiori azzurri e comincia la raccolta degli steli. Legati in fasci vengono lasciati essiccare a testa in giù ed entro agosto avviene la battitura. Con questa si staccano i fiori rinsecchiti contenenti al loro interno i semi. Il materiale viene passato prima al setaccio, il cosiddetto dras, e successivamente, utilizzando uno speciale vassoio di legno, la vintuluza, si tolgono le impurità rimanenti; si procede infine alla pulizia finale. Il seme ottenuto, deve rimanere a riposo, saltando una stagione produttiva, questo al fine di conservare e migliorare la genetica e la germinabilità.

## Importanza culturale
La Rosa è il risultato delle selezioni effettuate dalle varie famiglie locali di agricoltori che si sono susseguite nel corso dei secoli. La selezione per la produzione dei semi viene eseguita dai coltivatori in modo empirico e segue una lunga e consolidata tradizione, a cui i coltivatori si attengono.
In passato le sementi ottenute da queste selezioni non venivano mai commercializzate o cedute ad altre famiglie, ma venivano custodite gelosamente, come a voler mantenere il proprio brevetto sul prodotto ottenuto, che diventava una sorta di caratteristica propria della famiglia. Tutt'oggi i contadini sono gelosi delle proprie sementi.

## Tutela del prodotto
La Rosa di Gorizia è riconosciuta come PAT (Prodotto agroalimentare tradizionale) della Regione Friuli-Venezia Giulia.
I produttori locali sono riuniti nell'Associazione Produttori Radicchio Rosso di Gorizia, Rosa di Gorizia e Canarino, costituita nel 2010 con l'intento di valorizzare l'unicità del prodotto e di ricordarne i tradizionali confini di coltivazione all'interno del comune di Gorizia. Il comune stesso ha conferito all'Associazione Produttori Rosa di Gorizia e Canarino, la denominazione comunale, De.Co., ed ha incaricato la stessa di vigilare sul rispetto del disciplinare di produzione. L'associazione ha ottenuto la certificazione di Marchio Collettivo Italiano ed è in attesa del riconoscimento come Marchio Collettivo Europeo. 
A difesa dell'originalità e della qualità del prodotto si è schierata l'associazione Slow Food.